# Palazzo Montemajor
Der Palazzo Montemajor ist ein Palast aus dem 19. Jahrhundert im Viertel San Lorenzo in Neapel in der italienischen Region Kampanien. Er liegt an der Piazza Cavour, 58.

## Geschichte und Beschreibung
Die Familie Montemajor ließ den Palast 1894 errichten. Er besitzt ein altes Eingangsportal, über dem zwei Karyatiden angebracht sind, die den Balkon im ersten Obergeschoss stützen. In der Mitte eines Ovals dazwischen ist das Baujahr des Palastes eingemeißelt.